# Racing Club de Strasbourg Alsace 2021-2022
Questa voce raccoglie le informazioni riguardanti il Racing Club de Strasbourg Alsace nelle competizioni ufficiali della stagione 2021-2022.

## Maglie e sponsor
| Manica sinistra · Manica sinistra · Maglietta · Maglietta · Manica destra · Manica destra · Pantaloncini · Pantaloncini · Calzettoni · Calzettoni | Manica sinistra · Manica sinistra · Maglietta · Maglietta · Manica destra · Manica destra · Pantaloncini · Pantaloncini · Calzettoni · Calzettoni | Manica sinistra · Manica sinistra · Maglietta · Maglietta · Manica destra · Manica destra · Pantaloncini · Pantaloncini · Calzettoni · Calzettoni |

## Rosa
In corsivo i calciatori ceduti durante la stagione
| N. |                                 | Ruolo | Calciatore             |
| -- | ------------------------------- | ----- | ---------------------- |
| 1  | Belgio (bandiera)               | P     | Matz Sels              |
| 2  | Francia (bandiera)              | D     | Frédéric Guilbert      |
| 4  | Polonia (bandiera)              | D     | Karol Fila             |
| 5  | Francia (bandiera)              | D     | Lucas Perrin           |
| 6  | Costa d'Avorio (bandiera)       | C     | Jean-Eudes Aholou      |
| 8  | Ghana (bandiera)                | A     | Majeed Waris           |
| 9  | Francia (bandiera)              | A     | Kevin Gameiro          |
| 10 | Francia (bandiera)              | A     | Adrien Thomasson       |
| 11 | Francia (bandiera)              | C     | Dimitri Liénard        |
| 12 | Sudafrica (bandiera)            | A     | Lebo Mothiba           |
| 14 | Bosnia ed Erzegovina (bandiera) | C     | Sanjin Prcić           |
| 15 | Costa d'Avorio (bandiera)       | A     | Moïse Sahi Dion        |
| 16 | Giappone (bandiera)             | P     | Eiji Kawashima         |
| 17 | Francia (bandiera)              | C     | Jean-Ricner Bellegarde |

| N. |                     | Ruolo | Calciatore         |
| -- | ------------------- | ----- | ------------------ |
| 18 | Mali (bandiera)     | C     | Mahamé Siby        |
| 18 | Giappone (bandiera) | C     | Yuito Suzuki       |
| 19 | Francia (bandiera)  | D     | Anthony Caci       |
| 20 | Senegal (bandiera)  | A     | Habib Diallo       |
| 21 | Marocco (bandiera)  | A     | Mehdi Chahiri      |
| 22 | Francia (bandiera)  | D     | Gerzino Nyamsi     |
| 23 | Francia (bandiera)  | D     | Maxime Le Marchand |
| 24 | Francia (bandiera)  | D     | Alexander Djiku    |
| 25 | Francia (bandiera)  | A     | Ludovic Ajorque    |
| 27 | Francia (bandiera)  | C     | Ibrahima Sissoko   |
| 29 | Francia (bandiera)  | D     | Ismaël Doukouré    |
| 37 | Comore (bandiera)   | C     | Aymeric Ahmed      |
| 38 | Francia (bandiera)  | C     | Habib Diarra       |